# Henry de Bracton

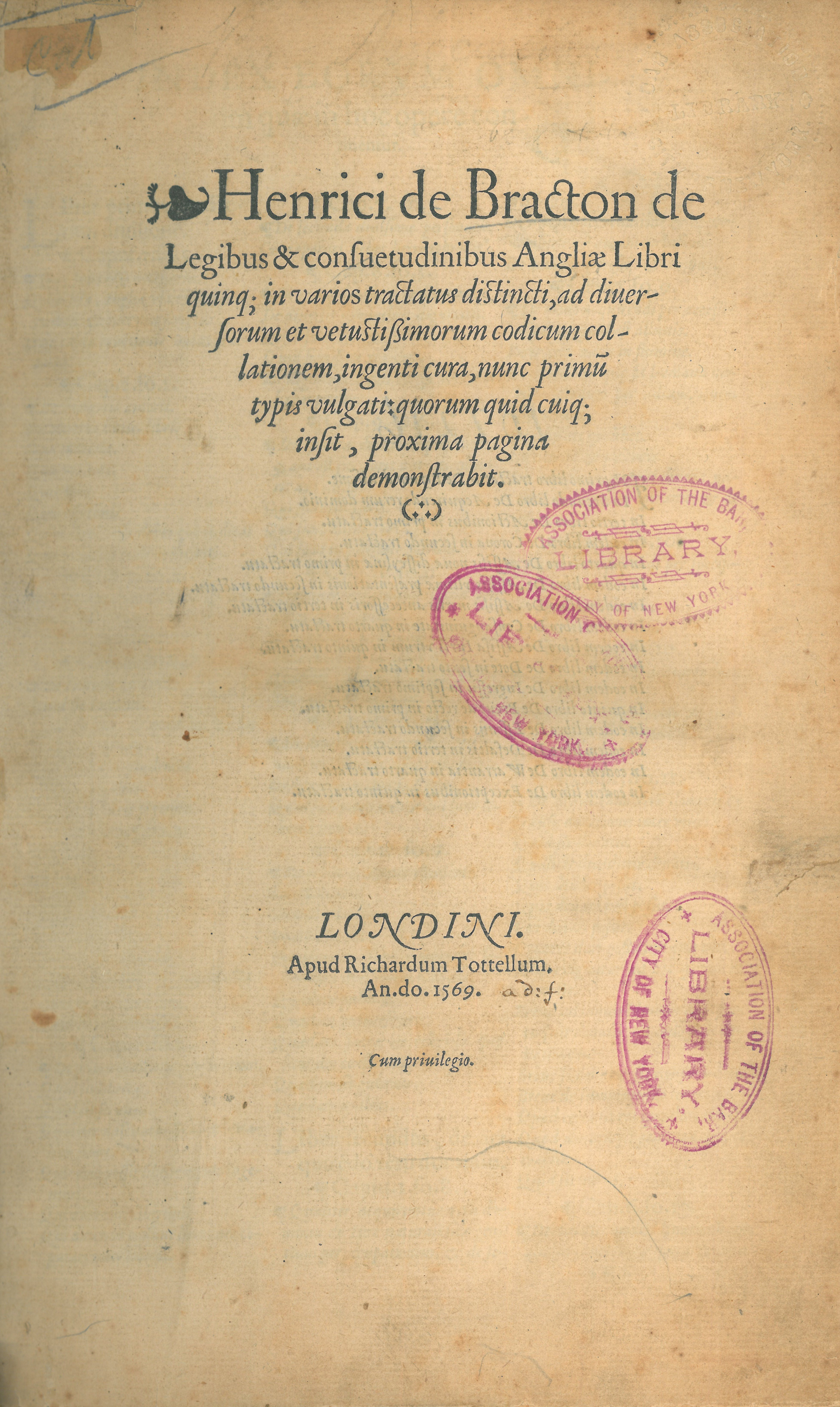
Titelseite des vermutlich von Bracton stammenden De legibus & consuetudinibus Angliæ, gedruckt 1569

Henry de Bracton, auch Henricus Bracton, Henry Bratton oder Henry Bretton, (* zwischen 1200 und 1210 in Bratton Fleming, Devon; † Juli oder August 1268) war ein englischer Kleriker und Jurist.

## Herkunft und Ausbildung
Über die Ausbildung und frühe Laufbahn von Bracton ist wenig bekannt. Er studierte wahrscheinlich an der Domschule von Exeter bei William of Raleigh Theologie, römisches und kanonisches Recht. Dort trat er in den geistlichen Stand ein. 

## Dienst als Schreiber am King’s Bench
Wahrscheinlich im Frühjahr 1238 kam Bracton als Schreiber an den King’s Bench, bevor der zum Senior Justice aufgestiegene William of Raleigh 1239 sein Amt niederlegte. Wie Raleigh stammte Bracton aus Devon. Vermutlich spätestens ab 1240 war er ranghöherer Schreiber im Dienst der Richter Stephen of Seagrave und Jeremy of Caxton. Es besteht aber auch die Möglichkeit, dass er als Schreiber in der königlichen Kanzlei diente, weshalb ihm im Februar 1240 ein jährliches Gehalt von 40 Mark gewährt wurde. Zwischen April und Juli 1245 nahm Bracton als Richter an einer von Roger of Thirkleby geleiteten Gerichtsreise durch Lincolnshire und Nottinghamshire teil. Dies ist die einzige Gerichtsreise, an der er teilnahm. Während der Gerichtsreise wurde er in der Rangfolge sogar höher als Gilbert of Preston eingestuft, obwohl dieser bereits seit 1240 als Berufsrichter diente. Der Grund hierfür war vielleicht Bractons hoher Rang als Schreiber am King’s Bench in Westminster. Nach Abschluss der Gerichtsreise diente Bracton wieder als Schreiber in Westminster.

## Tätigkeit als Richter am King’s Bench
Im Oktober 1247 wurde Bracton zum Richter am King’s Bench ernannt. Nachdem der Chief Justice Henry of Bath Anfang 1251 entlassen worden war, wurde Bracton bei der Nachfolge übergangen, da König Heinrich III. Gilbert of Seagrave zum neuen Chief Justice ernannte. Daraufhin legte Bracton um Juli 1251 herum sein Richteramt nieder. In den nächsten beiden Jahren diente er nur gelegentlich als Richter an lokalen Assize Courts. Womöglich nutzte er die Zeit, um an seinem Schriften zu arbeiten. Im Frühjahr 1253 wurde Bracton zusammen mit Henry of Bath und Henry de la Mare wieder zum Richter am King’s Bench ernannt. Im Frühjahr oder Sommer 1257 legte er dann erneut sein Amt als Richter nieder. Bis zu seinem Tod diente er noch vor allem in Südwestengland als Richter an Assize Courts. Nachdem eine Adelsopposition 1258 die Regierung übernommen hatte, wurde er im August 1259 zu einem der sieben Richter ernannt, die die Ernennung der Richter für die Assice Courts reformieren sollten.

## Tätigkeit als Geistlicher
Als Entlohnung für seine Dienste hatte Bracton eine Reihe von Benefiziaten erhalten. Dabei ist unklar, ob er diese alle bis zu seinem Tod behielt. Vor 1245 war er Pfarrer von Gosberton in Holland, in Whaplode, in Gedney und Pinchbeck in Lincolnshire geworden. Dabei ließ er sich vor Ort von Vikaren vertreten. Als William of Raleigh am Konzil von Lyon teilnahm, erreichte er, dass Bracton am 19. September 1245 einen päpstlichen Dispens erhielt, der ihm erlaubte, mehrere Pfründen zugleich zu halten. Später erhielt Bracton noch weitere Pfründen, unter anderem war er spätestens ab Februar 1249 Kanoniker an der Kathedrale von Wells. Wahrscheinlich hatte er die Pfründe erhalten, nachdem entweder der Richter William of York oder der Minister Silvester of Everdon nach ihren Wahlen zum Bischof ihre bisherigen Pfründen abgegeben hatten. Beide waren zuvor Kanoniker in Exeter gewesen. Bracton diente ab dieser Zeit häufig als Richter an Assize Courts in Somerset und besuchte dabei auch regelmäßig das Kathedralkapitel von Wells. Erst nachdem er nach 1264 noch weitere Ämter erhalten hatte, war er nur noch selten in Somerset tätig. Dazu war Bracton Kanoniker an der Kathedrale von Exeter und am Kollegiatstift von Bosham. 1259 erhielt er eine weitere Pfründe in Combeinteignhead und 1261 wurde er Rektor von Bideford. Am 21. Januar 1264 wurde er zum Archidiakon von Barnstaple ernannt, doch dieses Amt legte er wieder nieder, als er 18. Mai 1264 zum Kanzler des Kathedralkapitels von Exeter ernannt wurde. Aufgrund seiner Tätigkeit in Exeter war er vermutlich fortan fast nur noch in Devon und Cornwall als Richter tätig. Er starb wahrscheinlich im Juli oder August 1268. Bracton unterstützte die Kartause Witham Charterhouse in Somerset, die er auch als Anwalt vertrat.
Er selbst besaß Grundbesitz in Somerset. Im Juni 1261 pachtete er von dem Ritter Walter de Ralegh das Gut von Degembris bei St Newlyn East in Cornwall.

## Tätigkeit als Rechtsgelehrter
Lange Zeit galt Bracton als Autor der berühmtesten Abhandlung zum englischen Recht des Mittelalters mit dem Titel De legibus et consuetudinibus Angliae. Mittlerweile wird auch die Ansicht vertreten, dass dieses Traktat eigentlich von Raleigh stammt und von dessen Schreibern, zu denen Bracton zählte, lediglich aufgezeichnet wurde. Aufgrund zahlloser Überarbeitung im Laufe der Jahre, von denen einige bewiesenermaßen von Bracton selbst stammen, ist die Rekonstruktion des ursprünglichen Textes unmöglich. In diesem Werk werden die verschiedenen Klageformen des englischen Zivilprozessrechts und das gesamte Common Law dargestellt. Darüber hinaus gilt Bracton als wahrscheinlicher Verfasser des Note-Book, einer Sammlung von über 2000 Fällen aus der Rechtsprechung der königlichen Gerichte. Diese Fälle wurden auch in der Darstellung des obigen Traktats verwendet. Damit wurden erstmals Präjudizien für die Argumentation benutzt. Gleichzeitig wurde mit diesem Werk dem sich immer stärker verselbstständigen Richterstand ein Entscheidungsvorbild gegeben. Das Traktat wurde im Lauf der Zeit zu einem der bedeutendsten juristischen Werk der englischen Rechtsgeschichte und Vorbild der gesamten Rechtsliteratur unter Eduard I. Frederic William Maitland bezeichnet das Werk als the flower and crown of english jurisprudence.